# Eudyptes robustus
L'eudipte delle isole Snares o pinguino delle Snares (Eudyptes robustus Walter Oliver, 1953)  è un uccello della famiglia Spheniscidae.

## Distribuzione e habitat
E. robustus nidifica nelle isole Snares, circa 200 km a sud della Nuova Zelanda.
Habitat marino.

## Sistematica
Forma una superspecie con Eudyptes pachyrhynchus e Eudyptes sclateri.